# 슴새
슴새(영어: streaked shearwater)는 슴새목 슴새과에 속하며 학명은 Calonectris leucomelas이다.

## 형태
날개는 길고 좁으며, 꽁지는 짧고, 발에는 물갈퀴가 있다. 부리는 끝이 구부러졌고, 콧구멍은 관 모양이다. 등이 갈색이고, 머리의 옆면과 목에는 흰색 줄무늬가 있다. 몸길이는 30-70cm이다. 슴새는 날개와 몸을 좌우로 기울이면서 지그재그로 날아오르며, 해변 가까이 저공으로 유유히 날기도 한다. 땅 위에서는 다리를 곧바로 세우지 못하고 굽혀서 기듯이 걷는다.

## 번식
번식기에는 섬이나 해안의 해상에서 지낸다. 6-7월경 하나의 알을 낳으며, 알을 품는 기간은 51-54일, 키우는 기간은 70-90일 간이다. 땅 속에 터널 모양의 구멍을 파고 집단으로 번식하며, 알은 하나만 낳는다.한국의 울릉도, 북제주, 추자도 등지의 섬에서 집단 번식한다.

## 먹이
정어리·날치 등의 어류와 낙지, 복족류, 해조류 등을 먹는다.